# تيتسوماسا كيمورا
تيتسوماسا كيمورا (باليابانية: 木村 哲昌) (24 يناير 1972 في ياماتو في اليابان – )؛ هو لاعب كرة قدم ياباني سابق كان يلعب كمدافع.

## وصلات خارجية
- تيتسوماسا كيمورا على موقع رابطة كرة القدم اليابانية للمحترفين (اليابانية)